# Фредерік, герцог Йоркський
Фредерік, герцог Йоркський та Олбані (Фредерік Август) (англ. Frederick Duke of York and Albany; 16 серпня 1763 — 5 січня 1827) — другий син англійського короля Георга III, фельдмаршал, відомий просто як «Герцог Йоркський».

## Біографія
Народився 16 серпня 1763 року в Сент-Джеймському палаці в сім'ї англійського короля Георга III і Шарлотти Мекленбург-Стреліцької.
27 лютого 1764 року, у віці 6 місяців, був обраний курфюрстом-єпископом Оснабрюк: занесений до Книги рекордів Гіннесса як наймолодший єпископ в історії християнства.
У 16 років вирушив до Берліна, навчався військовій справі під наглядом Фрідріха Великого.
З 1781 по 1801 керував Оснабрюкським єпископством.
В 1782 отримав посаду полковника 2-го гвардійського кінно-гренадерського полку, а в 1784 проведений в чин генерал-майора і полковника Колдстрімської гвардії.
У 1791 році одружився з дочкою прусського короля Фрідріха Вільгельма II Фрідріке.
1793 року, коли Англія вступила у війну з революційною Францією, герцог Йоркський був призначений головнокомандувачем англо-ганноверських військ у складі армії принца Кобурзького в Нідерландах. Відзначився під час облоги та взяття Валансьена. Потім обложив Дюнкерк. Але в 6-8 вересня зазнав поразки при Ондскоті. Після невдалої кампанії 1794 року в Нідерландах, 14-15 вересня зазнав поразки при Бокстелі, відступив зі своїми військами до Ганновера, а потім повернувся до Англії. У ході кампаній 1793 і 1794 років виявив непохитну мужність і ревне намагання по можливості полегшити лиха війни для війська та місцевого населення.
3 квітня 1795 року, незважаючи на військові невдачі, герцог Йоркський отримав чин фельдмаршала та призначений головнокомандувачем Британської армії. У цьому званні він здобув незаперечні досягнення, успішно провівши реорганізацію армії та адміністративну реформу. Йому вдалося усунути багато важливих зловживань, збільшити платню, покращити одяг та їжу, та пом'якшити покарання солдатів, які його завжди дуже любили та шанували. Намагався підвищити освітній рівень офіцерів. Дбав, щоб у офіцери, при продажі офіцерських патентів, не надходили зовсім нездатні та недостойні люди. За його розпорядженням видано загальний навчальний статут, тоді як колись існували особливі для кожного полку. Заснував військово-сирітський притулок у Челсі та військовий коледж у Сандгерсті.
У 1799 командував об'єднаним російсько-англійським корпусом під час Голландської експедиції. Французький генерал Брюн завдав союзникам поразки при Бергені та Кастрикумі. 18 жовтня, щоб евакуювати війська, що залишилися, герцог Йоркський уклав з Брюном Алькмарське перемир'я.
Голландською експедицією закінчилася полководницька кар'єра герцога Йоркського. Він продовжував виконувати обов'язки головнокомандувача. Але пристрасть до жінок, у 1803 році залишив дружину заради коханки Мері Енн Кларк, перегонам та азартним іграм впустили його авторитет в очах громадської думки та ввели у неоплатні борги. У 1809 був змушений скласти з себе повноваження головнокомандувача, але в травні 1811 знову вступив на колишню посаду, незважаючи на опір опозиції, і залишався в ній до самої смерті.
З 1820 був оголошений спадкоємцем свого старшого брата короля Георга IV. Помер бездітним 5 січня 1827 року. Спадкоємцем став наступний брат — герцог Вільгельм Кларенс.
10 квітня 1834 року в Лондоні біля Сент-Джеймсовського парку, при виїзді з Риджент-стріт, Фредеріку герцогу Йоркському та Олбані було споруджено колону з чавунним пам'ятником.